# Александар Димитријевић
Александар Димитријевић (Ниш, 6. фебруар 1884 — Њујорк, 3. септембар 1963) био је високи официр српске војске и дивизијски генерал Југословенске војске, учесник балканских ратова, Првог светског рата и Другог светског рата. Маршал двора краља Александра који му је био венчани кум и кум сво троје деце. Био је истакнути члан организације Бела рука.

## Живот и каријера
Александар је рођен 6. фебруара 1884. године у Нишу, од оца Радована, благајника у Управи монопола и народног посланика у Краљевини Србији, и мајке Стане, Димитријевић. Војну каријеру почео је као питомац 34. класе Ниже војне академије, а касније се школовао у 19. класи Више војне академије.
У Балканским ратовима које је Краљевина Србија водила од 1912. до 1913. био је на дужности водник у Дунавском артиљеријском пуку, као командир вода и командир батерије.
Током Првог светског рата обављао је од 1914. до 1917. дужност командира 3. батерије 1. дивизиона Дунавског артиљеријског пука. Од 1917-1920. био је ордонанс официр регента Александра, када је отишао на усавршавање у Француску. Стажирао је у Греноблу и Нансију током 1921. године. Исте године радио је као наставник Тактике на Нижој школи Војне академије. Од марта 1926. био је војни изасланик у Паризу.
У периоду од априла 1927. до октобра 1934. обављао је дужност маршала двора. На тој функцији био је и члан тајне организације Бела рука у којој је имао видан утицај на избор људи у војном и политичком врху земље. Одбио је захтев четничких удружења, 1933. године, да се стави под команду Министарства војске и морнарице.
У чин капетана унапређен је 1912, мајора 1915, пуковника 1924, бригадног генерала 1929. и дивизијског генерала 1934.
Носилац је многих признања међу којима и Карађорђеве звезде са мачевима IV реда (два пута).
Оженио се 1924. године Савком, ћерком Димитрија Живадиновића, трговца из Београда и председника управног одбора Београдске задруге. У браку су добили ћерку Милицу (антрополог), која је радила у Антрополошком музеју у Њујорку, сина Петра (економисту), који је завршио Универзитет у Харварду. Венчани кум Александра и Савке, а касније и крсни кум њиховој деци био је краљ Александар I Карађорђевић. Најмлађи син Павле умро је током тенковске обуке у ЈНА 1945. године.
Преминуо је 3. септембра 1963. године у Њујорку. Његови посмртни остаци пренети су у породичну гробницу на Ново гробље у Београду.